# Elly de Waard
Elly de Waard (Bergen (NH), 8 september 1940) is een Nederlands dichter, vertaler, recensent en popcriticus. Ruim vijftien jaar lang (van 1967 tot 1985) verschenen van haar hand recensies over popmuziek in respectievelijk Het Vrije Volk, de Volkskrant en Vrij Nederland. Een groot aantal van deze besprekingen, interviews en essays werd verzameld in het lijvige boekwerk Het Jasje van David Bowie (Twintig Jaar Popmuziek), De Harmonie 2015.
Na het Murmelliusgymnasium in Alkmaar studeerde De Waard Neerlandistiek aan de Universiteit van Amsterdam. Ze woonde in de jaren zestig samen met dichter Chr.J. van Geel. Na zijn dood in 1974 begon ze zelf met het schrijven van poëzie. In 1978 debuteerde ze als dichter met de bundel Afstand. Haar belangrijkste voorbeelden waren Emily Dickinson, Sylvia Plath, Vasalis en Ida Gerhardt.
In 1984 richtte ze de dichtersgroep De Nieuwe Wilden op met onder anderen Chawwa Wijnberg als lid.
In de jaren tachtig was Elly de Waard actief in de vrouwenbeweging, met name de literaire kant. In 1986 stichtte ze samen met Anja Meulenbelt, Renate Dorrestein en Caroline van Tuyll de Anna Bijns Stichting (vernoemd naar vroegmoderne dichteres Anna Bijns), die tweejaarlijks een prijs toekent aan een vrouwelijke auteur.
Elly de Waard is tevens jurylid geweest voor de Edison Music Award, P.C. Hooft-prijs, VSB Poëzieprijs,
Herman Gorterprijs en de C. Buddingh'-prijs. Van 2007 tot 2008 was zij vaste medewerker van het weekblad Opinio.